# گریت دین (سگ)

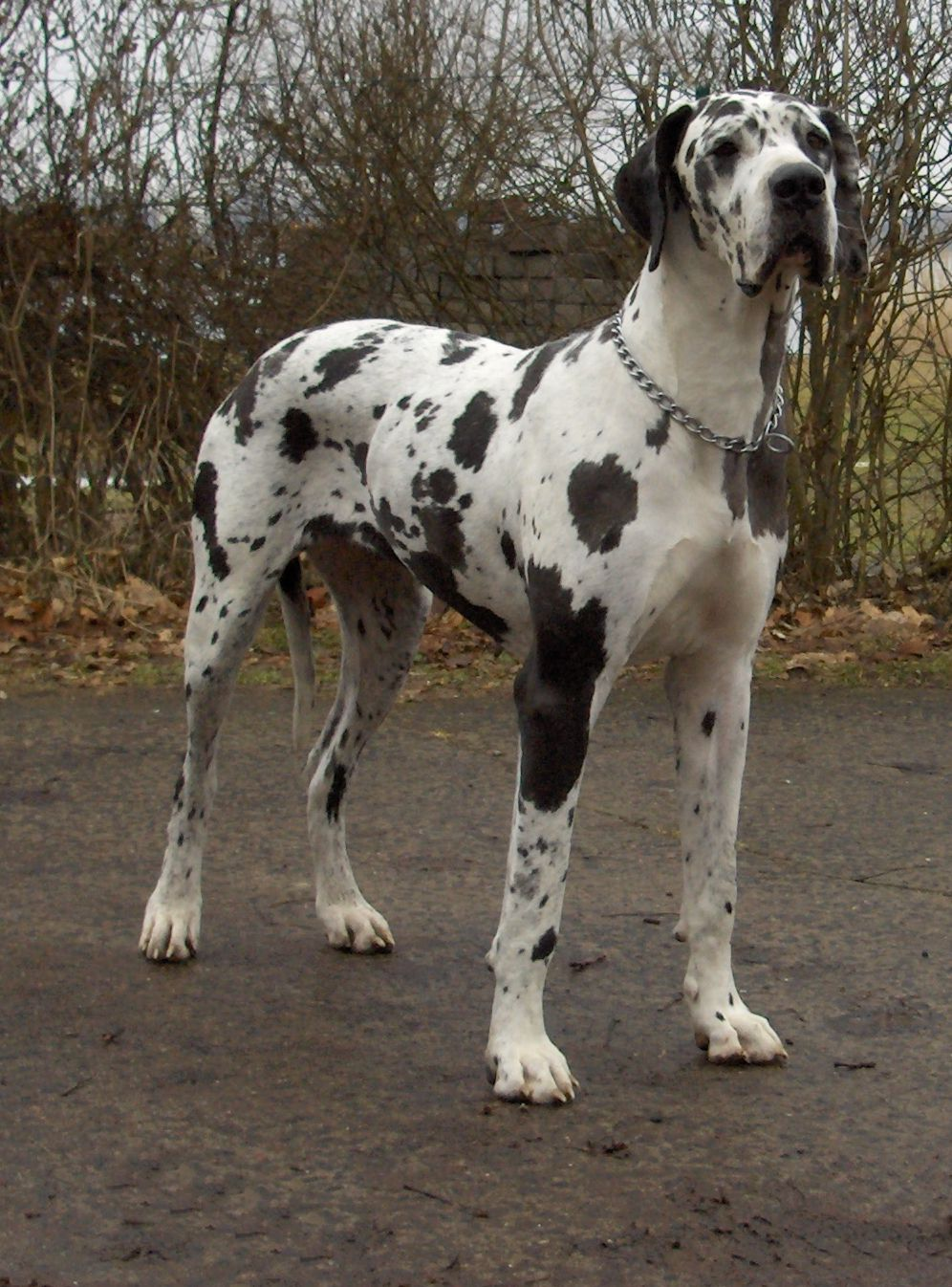
سگ‌های گریت دین در رنگ‌های بسیار گوناگونی وجود دارند.

گِرِیت دِین یا دانمارکی بزرگ (به انگلیسی: Great Dane) از نژادهای سگ نگهبان است که اصلیتی آلمانی دارد. در این سگ، قدرت و نیرومندی و زیبایی توأم مشاهده می‌شود. برخلاف نامش اصلیت این نژاد آلمانی است و هیچ ربطی به دانمارک ندارد. استاندارد این سگ عبارت‌است از: حداقل قد در نرها ۸۰ و در ماده‌ها ۷۲ سانتی‌متر و وزن در حدود ۶۰ کیلوگرم. گریت دین دارای ۸ رنگ اصلی و استاندارد به رنگ‌های سیاه (یک‌دست بدون لکه سفید یا همراه با لکه‌های سفید در زیر گلو، جلو سینه و پاها) حنایی یا نخودی (با پوزه و ناخن‌های سیاه) که فان نامیده می‌شود، آبی فولادی یا بلو، ابلق یا هارلی کوئین (سفید با لکه‌های سیاه) و مخلوط (زرد طلایی روشن یا تیره، با رگه‌های سیاه) یافت می‌شود. در تمام انواع این نژاد پوشش بدن کوتاه، نرم، چسبنده و درخشان است. گریت دین اساساً سگی است ملایم، مهربان و صبور ولی چنانچه صاحبش مورد تهدید بیگانه قرار گیرد، چهره تهاجمی به خود می‌گیرد. این سگ در حال حاضر بیشتر جهت نگهبانی و دیده‌بانی به کار گرفته می‌شود و در ایران امور مربوط به این نژاد زیر نظر مرکز تحقیقات و ثبت گریت دین انجام می‌شود.

## مقدمه
چه از لحاظ ظاهر و چه از لحاظ ماهیت گریت دین یکی از زیباترین و مشهورترین نژادها در بین سگ‌های بزرگ است. نام این نژاد (البته در زبان انگلیسی) در واقع ترجمه‌ای است از لغت قدیمی فرانسوی grand Danois به معنی دانمارکی بزرگ. در سایر کشورها نیز اسامی دیگری بر این نژاد نهاده شده‌است. Dogue alleman در فرانسه. Mastiff و German mastiff در انگلستان، Dogge در آلمان و dogue و dogo در زبان لاتین همگی اشاره بر سگ عظیم‌الجثه‌ای دارد با سری بزرگ به منظور جنگیدن یا شکار.
این سگ در وطن خود به نام ماستیف آلمانی شناخته می‌شود و در میان نژادهای مختلف سگ به مانند آپولو در میان سایر خدایان یونان نسبت داده می‌شود. گریت دین در قرون وسطی برای شکار گراز نیز مورد استفاده قرار گرفته‌است.
البته هیچ دلیل قابل قبولی برای ارتباط بین این نژاد و دانمارک وجود ندارد. به اعتقاد برخی از محققان در مقبره‌های مصریان ۳۰۰۰ سال قبل از میلاد تصاویر سگ‌هایی وجود دارد که بسیار شبیه به گریت دین است. جانورشناسان عقیده دارند که نژادهای ماستیف از آسیا منشأ گرفته‌اند و برخی عقیده دارند که نژاد Irish Wolfhound اجداد اصلی گریت دین است و برخی Old English Mastiff را در این رابطه معتبرتر می‌دانند.
عقاید جدیدتر بر این نظر است که گریت دین در واقع مخلوطی از این دو نژاد قدیمی است. البته این حرف بدین معنا نیست که گریت دین یک نژاد جدید است. این نژاد دارای قدمت ۴۰۰ ساله یا بیشتر از آن است. با این وجود نظیر سایر نژادها تاریخچه و اصلاح نژاد گریت دین به شکل مدرن و استاندارد از اواخر قرن نوزدهم در آلمان شروع گردید و سپس به انگلستان و آمریکا گسترش یافت.

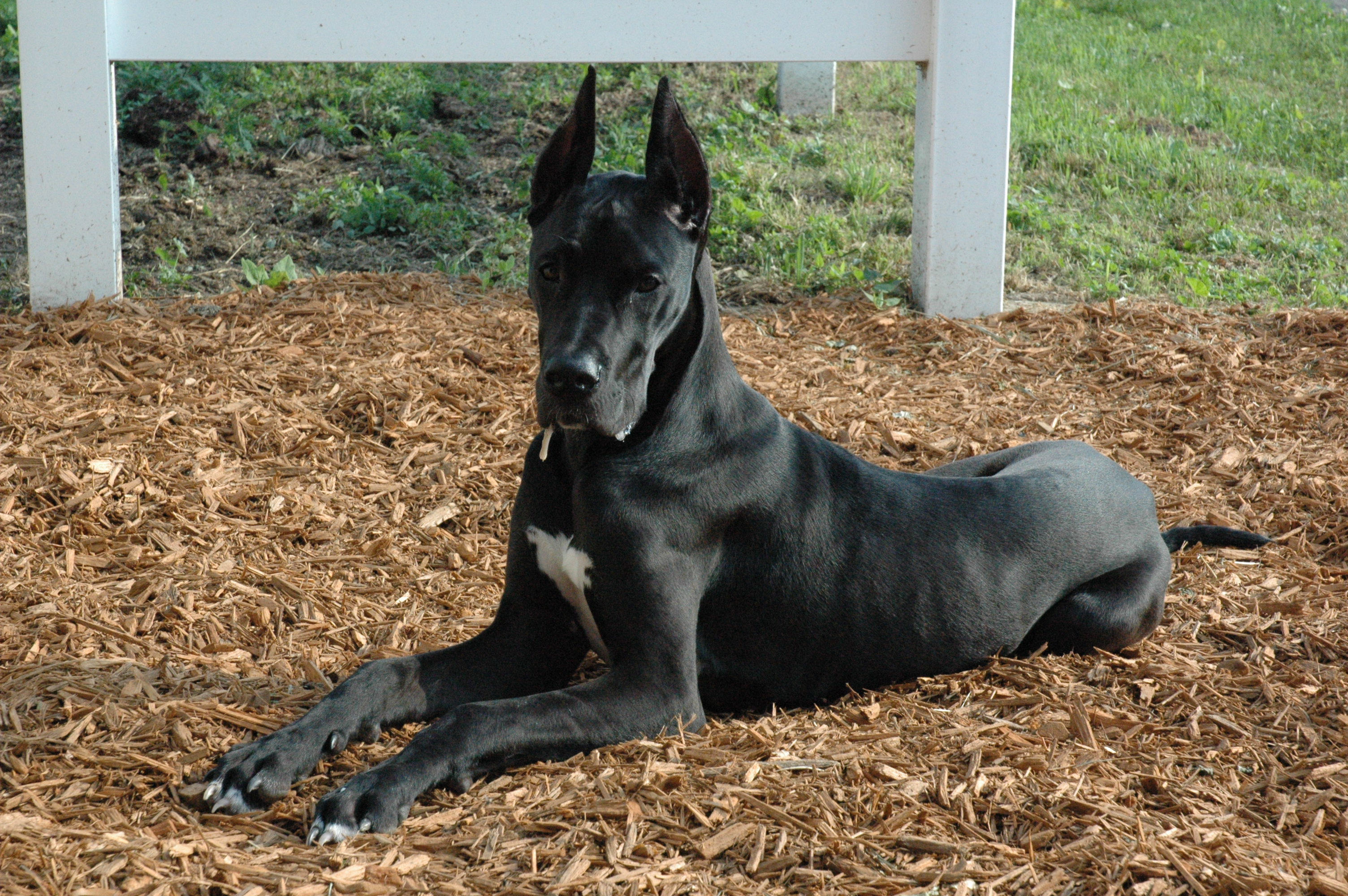
سگ گریت دین سیاه

طول عمر این سگ بین ۸ تا ۹ سال است. 

## مشخصات استاندارد گریت دین
ظاهر عمومی: گریت دین تلفیقی است از ظاهر اشرافی و سلطنتی، اقتدار، نیرو و زیبایی با جثه‌ای بزرگ و قوی و ترکیب بدنی مناسب و بدنی عضلانی. این نژاد یکی از انواع سگ‌های بزرگ کار است. اما آن‌چنان از لحاظ ساختار کلی بدن متعادل است که هیچ‌گاه زمخت به‌نظر نمی‌آید. یک گریت دین می‌بایست جسور، بی‌باک و نترس و در عین حال دارای رفتاری دوستانه باشد. این ویژگی‌های بدنی و اخلاقی به گریت دین برتری خاصی نسبت به سایر نژادها بخشیده‌است.
سر: سر در این نژاد مستطیل شکل، طویل، تمایزیافته و خوش‌تراش است. هنگامی که از بالا به جمجمه نگاه شود باید طرفین آن موازی و پل‌های بینی در حد امکان پهن باشند. چشم‌ها دارای اندازهٔ متوسط، عمیق و بادامی‌شکل هستند. رنگ چشم‌ها معمولاً تیره است اما گاهی به رنگ آبی نیز یافت می‌شود.
گوش‌ها: دارای اندازه و ضخامت متوسطی هستند. در صورت اصلاح گوش، اندازهٔ آن می‌بایست در تناسب با اندازهٔ سر بوده و به‌طور یکسانی حالت افراشته پیدا کنند.
بینی : می‌بایست سیاه باشد. به استثناء سگ‌های خاکستری رنگ که بینی در آن‌ها خاکستری تیره است. بینی‌های صورتی‌رنگ قابل قبول نیستند.
دندان‌ها: می‌بایست قوی با رشد مناسب، تمیز و موقعیت‌های نرمال داشته باشند. دندان‌های نیش پایین تماس مختصری با کف سطح داخلی دندان‌های نیش بالا دارند.
گردن: محکم، رو به بالا با انحنای مناسب، طویل و عضلانی است و تدریجاً به سمت کتف‌ها پهن می‌شود تا به اندازهٔ پهنای شانه‌ها پهنا یابد.
سینه : پهن، عمیق و عضلانی است. پائین سینه تا حد آرنج‌ها وسعت دارد. دنده‌ها حالت ارتجاعی خوبی دارند. کفل می‌بایست پهن و شیب بسیار کمی داشته باشد.
دم : در قاعده پهن است و به تدریج از ضخامت آن کاسته می‌شود و تا پس زانو ادامه می‌یابد. در زمان استراحت دم حالت افتاده دارد. در زمان هیجان یا دویدن کمی حالت افراشته پیدا می‌کند. دم نباید شکل حلقوی یا قلاب مانند داشته باشد.
دست‌ها : در نمای جانبی بایستی قوی و عضلانی باشند. ستیغ کتف قوی و شیب‌دار است و نسبت به بازو تقریباً عمودی واقع می‌شود. عضلات زیر بغل نیز باید قوی باشند. ستیغ کتف و بازو باید طول برابری داشته باشند. آرنج می‌بایست کاملاً در میان حدفاصل جدوگاه و زمین قرار گیرد. پنجه‌ها می‌بایست گرد و متراکم و انگشتان خمیده باشند، بدون آن‌که به خارج یا داخل چرخش و پیچ‌خوردگی داشته باشند. ناخن‌ها می‌بایست کوتاه، قوی و در حد امکان تیره باشند.
پاها : می‌بایست قوی، پهن و عضلانی باشند و از ناحیهٔ پس زانو عمودی قرار گیرد. پنجه‌ها نیز باید گرد و متراکم بوده و انگشتان، حالت خمیده داشته باشند.
موها : موها می‌بایست کوتاه، ضخیم، تمیز و ظاهر صاف و براقی داشته باشند.
رنگ و لکه‌ها: به رنگ‌های بلوطی، آبی و سیاه دیده می‌شود. رنگ زمینه زرد طلایی است و همیشه دارای خطوط راه‌راه مشکی با الگوی Chevron است. داشتن یک نقاب مشکی نیز ارجح است. پلک‌ها و ابروها می‌بایست سیاه باشند و این سیاهی ممکن است بر روی گوش و نوک دم نیز دیده شود. لکه‌های سفید بر روی سینه و پنجه‌ها، رگه‌هایی با رنگ‌های نامطلوب قابل قبول نیستند.
رفتار: گریت دین سگی اصیل. جسور و شجاع با رفتاری دوستانه است. این سگ نباید ترسو یا مهاجم باشد.
اندازه: سگ‌های نر به مراتب عضلانی‌تر و قوی‌تر به نظر می‌رسند. از لحاظ نسبت بین طول و ارتفاع، گریت دین تقریباً مربع شکل است. البته سگ‌های ماده باید کمی طویل‌تر باشند. ارتفاع سگ‌های نر از ناحیهٔ شانه نباید کمتر از ۷۵ سانتی‌متر باشد و ترجیحاً این ارتفاع می‌بایست بیش از ۸۰ سانتی‌متر باشد. این ارتفاع در مورد سگ‌های ماده نباید کمتر از ۷۰ سانتی‌متر باشد. اما ترجیحاً باید ارتفاعی بیش از ۷۵ سانتی‌متر داشته باشند.
پوشش: کوتاه، خشن و براق

## ویژگی‌های رفتاری
گریت دین سگی اصیل و شجاع و مقتدر، نیرومند و زیبا و با رفتاری دوستانه است. توله‌ها هنگام تولد چندان بزرگ به‌نظر نمی‌رسند ولی بعد از دو ماه به‌سرعت رشد کرده و به‌تدریج هیکل آن‌ها بزرگ می‌شود. برخلاف ظاهر ترسناکش سگی درنده و بداخلاق نیست و برعکس خیلی آرام و مهربان است. این نژاد کمتر در جنگ و جدال با سگ‌های دیگر وارد می‌شود و به هرچیزی که متعلق به صاحبش باشد علاقه پیدا می‌کند. سگ‌های نژاد گریت دین با کودکان بسیار مهربان بوده و از این لحاظ کاملاً قابل اعتماد است و ترجیح می‌دهد که همیشه در اطراف مردم باشد. واق واق نمی‌کند مگر در شرایط خاص. سگی مسئول، باوفا و شجاع است. به‌دلیل جثهٔ بزرگی که دارد باید از سنین پایین‌تر مورد آموزش‌های لازم قرار گیرد تا بیاموزد که خود را به انسان‌ها خصوصاً کودکان تکیه ندهد. معمولاً نرها با هم‌جنس خود کنار نمی‌آیند اما اگر از دوران تولگی با سگ‌های دیگر بزرگ شوند می‌توانند به راحتی با آن‌ها کنار آیند. آموزش دادن به آن‌ها می‌تواند گاهی مشکل و دشوار گردد.

## نگهداری
نگهداری از این نژاد به دلیل جثه بزرگ آن شرایط ویژه‌ای را طلب می‌کند. این نژاد به محیط بزرگ‌تری برای زندگی و فعالیت‌های بدنی نیاز دارد. میزان تغذیه و خوراک آن‌ها نیز به مراتب از نژادهای دیگر بیشتر است. اصولاً چنان‌چه آموزش و تعلیم این سگ‌ها به‌درستی صورت گیرد و سگ‌های مطیع و آرامی تربیت شوند، می‌توانند به عنوان سگ‌های خانگی نگهداری شوند. یک حیاط بزرگ می‌تواند مکان مناسبی را برای زندگی آن فراهم نماید.

### آراستن
موی کوتاه آن برای آراستن مناسب می‌باشد. ریزش مو در این نژاد متوسط است. برس زدن روزانه کافی است. از آنجایی که شستن این سگ بزرگ دشوار است، بنابراین می‌توان او را فقط در مواقع ضروری استحمام کرد. ناخن‌ها باید به‌طور منظم کوتاه سوند. 

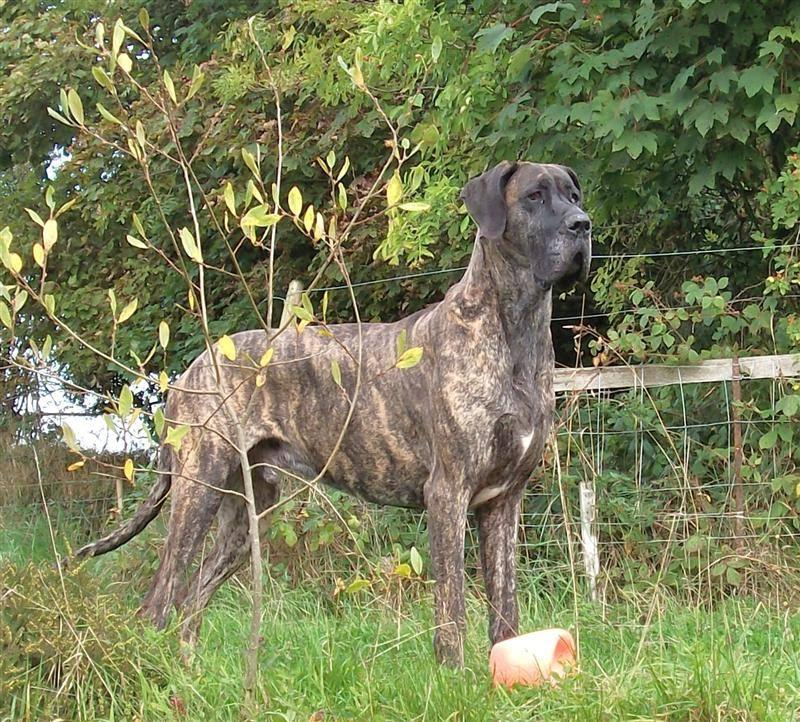
سگ گریت دین راه‌راه

## مشکلات سلامتی
این نژاد عمر کوتاهی دارد. در هنگام خرید باید از سلامت و بهداشت محیطی که توله‌ها در آن پرورش یافته‌اند اطمینان حاصل کرد. از جمله بیماری‌ها می‌توان به مشکلات لگن، بیماری‌های خونی، تومور، بیماری قلبی و عفونت دم اشاره کرد.